# Boaventura (Liurai)

Dom Boaventura, Liurai von Manufahi

Dom Boaventura da Costa Souto Maior († 1913 auf Atauro, unsicher) war Liurai (traditioneller, timoresischer Herrscher) von Manufahi im damaligen Portugiesisch-Timor.
Zwei Jahre besuchte Boaventura die Missionsschule in Lahane. Sein Bruder war der Liurai von Aituto.
Von 1895 bis 1900 kämpfte Boaventura an der Seite seines Vaters Dom Duarte im Krieg von Manufahi gegen die portugiesischen Kolonialherren. Nach der Niederlage Manufahis dankte Dom Duarte als Liurai zu Gunsten seines Sohnes ab. Boaventura erhob sich Ende 1911 erneut gegen die Portugiesen und führte mit der Rebellion von Manufahi einen der größten Aufstände in der portugiesischen Kolonialgeschichte überhaupt an. Sie wurde 1912 niedergeschlagen und Boaventura auf die Insel Atauro deportiert, wo es nach 1913 keine Berichte mehr über ihn gibt, weswegen man davon ausgeht, dass er in diesem Jahr in der Gefangenschaft starb. Nach mündlichen Überlieferungen soll Boaventura, der Anführer der Rebellion von Manufahi (1911–1912),  an der Pforte des Friedhofs Santa Cruz begraben sein.
Boaventura wurde zu einem zentralen Symbol der heroischen, nationalen Geschichte. Königin Maria de Manufahi, die Witwe Boaventuras, war seit 1974 Mitglied der FRETILIN und Unterstützerin der Unabhängigkeit Osttimors. Während der Krise in Osttimor 1999 erhofften sich die Einwohner Schutz durch den Geist Boaventuras vor den marodierenden pro-indonesischen Milizen. Der Renegat Alfredo Reinado (1968–2008) sah sich in der Tradition Boaventuras, zu dessen Heimat Manufahi er freundschaftliche Kontakte pflegte. Bei seiner Flucht aus Same vor australischen Soldaten 2007 habe ihm der Geist Boaventuras geholfen, sich unsichtbar zu machen, so Reinado. In einer Zeremonie wurde er durch lokale, traditionelle Führer zur Reinkarnation des Liurais von Manufahi erklärt. Beim Attentatsversuch auf die osttimoresische Staatsführung 2008 kam Reinado schließlich ums Leben.

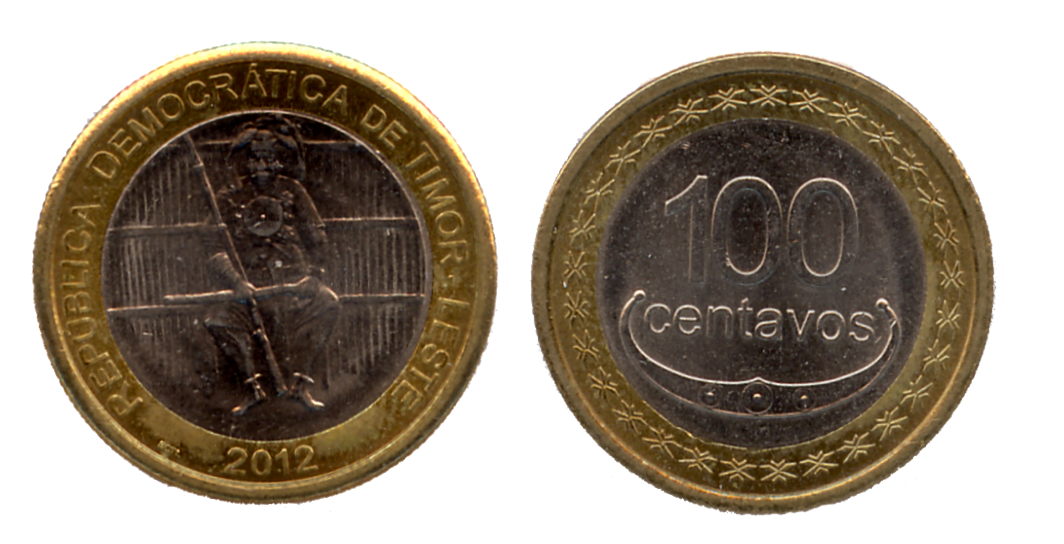
Sondermünze von 2012

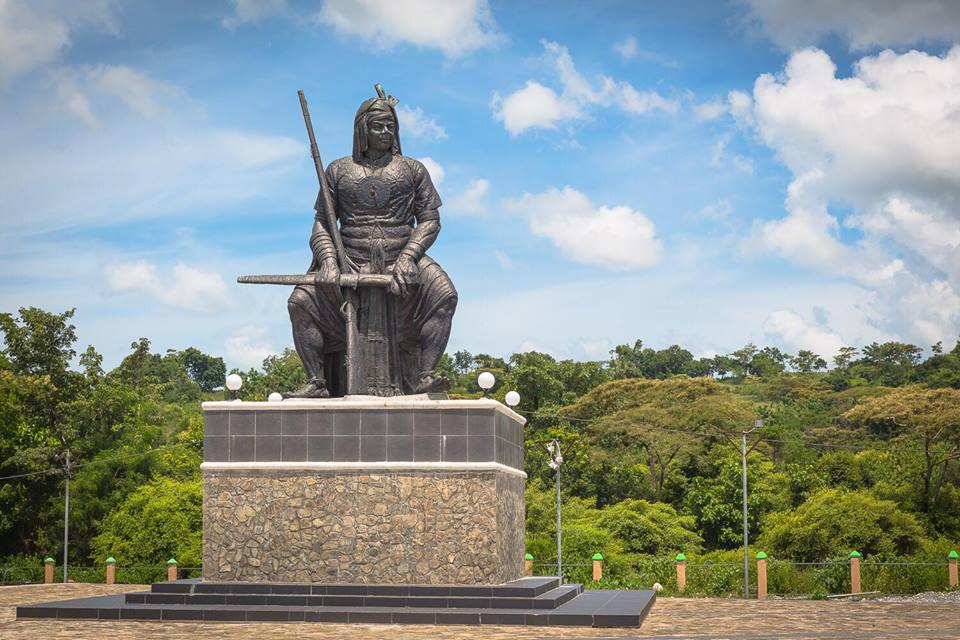
Dom-Boaventura-Park in Dai-Sua

Nach dem Liurai wurde der Ordem de Dom Boaventura benannt, eine von Osttimors höchsten Auszeichnungen. Träger sind unter anderem Marí Alkatiri, José Ramos-Horta und Nicolau Lobato. Die private Universität von Dili (UNDIL) wird aus der Dom Boaventura Foundation finanziert und in Same gibt es den Radiosender Boaventura 1912. 2012 wurde zum Jubiläum der Rebellion eine 100-Centavo-Gedenkmünze mit dem Abbild von Boaventura herausgegeben. Nahe der australischen Botschaft in Dili steht das Integrationsdenkmal im Jardim 5 de Maio, das von Indonesien als Symbol gegen den portugiesischen Kolonialismus errichtet wurde. Es soll Boaventura darstellen. Eine Statue des Liurais steht auch im Dom-Boaventura-Park in Dai-Sua.